# Elefants
|  | Per a altres significats, vegeu «Elefant (desambiguació)». |

Els elefants són grans mamífers terrestres de l'ordre dels proboscidis. N'hi ha tres espècies vivents: l'elefant africà de sabana, l'elefant africà de bosc i l'elefant asiàtic (també conegut com a «elefant de l'Índia»). Altres espècies de proboscidis s'han extingit des de l'últim període glacial. Els mamuts, les formes nanes dels quals podrien haver sobreviscut fins al 2000 aC, són els més coneguts. Antigament se'ls classificava, juntament amb altres animals de pell gruixuda, dins l'ordre actualment descartat dels paquiderms.
Els elefants són els animals terrestres més grossos que existeixen en l'actualitat, tot i que en el passat van existir dinosaures i fins i tot altres mamífers que els superaven en pes i mida. El període de gestació dels elefants és de 22 mesos, el més llarg de tots els animals terrestres. És habitual que les cries d'elefant pesin uns 120 quilograms en néixer. Solen viure entre cinquanta i setanta anys, però l'animal més vell conegut visqué 82 anys. L'elefant més gros mai conegut fou mort d'un tret a Angola el 1956. Era un mascle que pesava unes 12 tones, amb una alçada a l'espatlla de 4,2 metres, un metre més gran que l'elefant africà mitjà. Els elefants més petits, que tenien la mida aproximada d'un vedell o un porc gran, foren una espècie prehistòrica que visqué a l'illa de Creta durant l'època del Plistocè.
L'elefant ha aparegut en cultures d'arreu del món. En les cultures asiàtiques, són un símbol de saviesa i són coneguts per la seva memòria i intel·ligència, car es creu que estan al nivell intel·lectual dels cetacis i els homínids. Aristòtil digué que l'elefant era «la bèstia que supera totes les altres en enginy i ment». La paraula «elefant» té el seu origen en l'ètim grec ἐλέφας, que significa 'vori' o 'elefant'.
Els elefants adults sans no tenen depredadors naturals, però els lleons poden caçar cries o individus afeblits. Tanmateix, cada vegada estan més amenaçats per la intrusió i la caça per part dels humans. Mentre que antigament n'hi havia milions, la població actual d'elefants africans s'ha desplomat entre 470.000 i 690.000 individus, segons una estimació de març del 2007. Tot i que l'elefant és un animal protegit arreu del món, amb restriccions sobre la seva captura, ús domèstic i el comerç en productes com ara el vori, la reobertura per part del CITES de la venda d'estocs de vori ha resultat en un increment de la caça furtiva. Alguns estats del centre d'Àfrica han informat d'una caiguda de les seves poblacions d'elefants de fins a dos terços i les poblacions d'algunes àrees protegides es troben en perill de desaparició. Com que la caça furtiva recent ha augmentat fins a un 45%, la població actual és desconeguda (2008).

## Taxonomia i evolució
El gènere de l'elefant africà conté dues (o possiblement tres) espècies vivents, mentre que l'elefant asiàtic és l'únic membre supervivent del seu gènere, però es pot dividir en quatre subespècies.

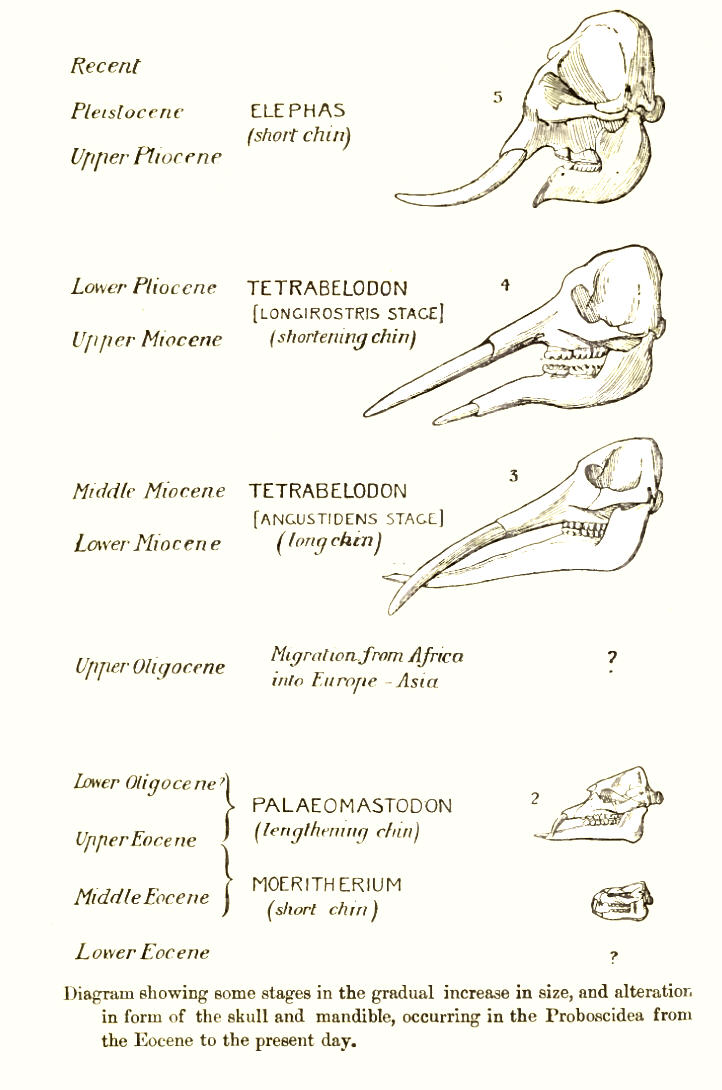
Evolució dels elefants des de l'antic Eocè (a baix) fins avui en dia (a dalt)

Tot i que les proves fòssils encara són incertes, els científics han descobert proves genètiques que la família dels elefants comparteix un avantpassat comú amb els sirenis (vaques marines) i els damans, mitjançant comparació de gens. En el passat distant, els damans cresqueren a grans mides i sembla probable que l'avantpassat comú d'aquests tres grups moderns fos una mena d'hiracoïdeu amfibi. Una teoria suggereix que aquests animals passaven gran part del temps dins l'aigua, utilitzant la trompa com a respirador de superfície. Els elefants actuals han conservat aquesta capacitat i se sap que poden nedar d'aquesta manera durant sis hores i fins a cinquanta quilòmetres.
En el passat, hi havia una varietat molt més gran de gèneres d'elefàntids, incloent-hi els mamuts i estegodonts. També n'existien moltes més espècies.

### Elefants africans

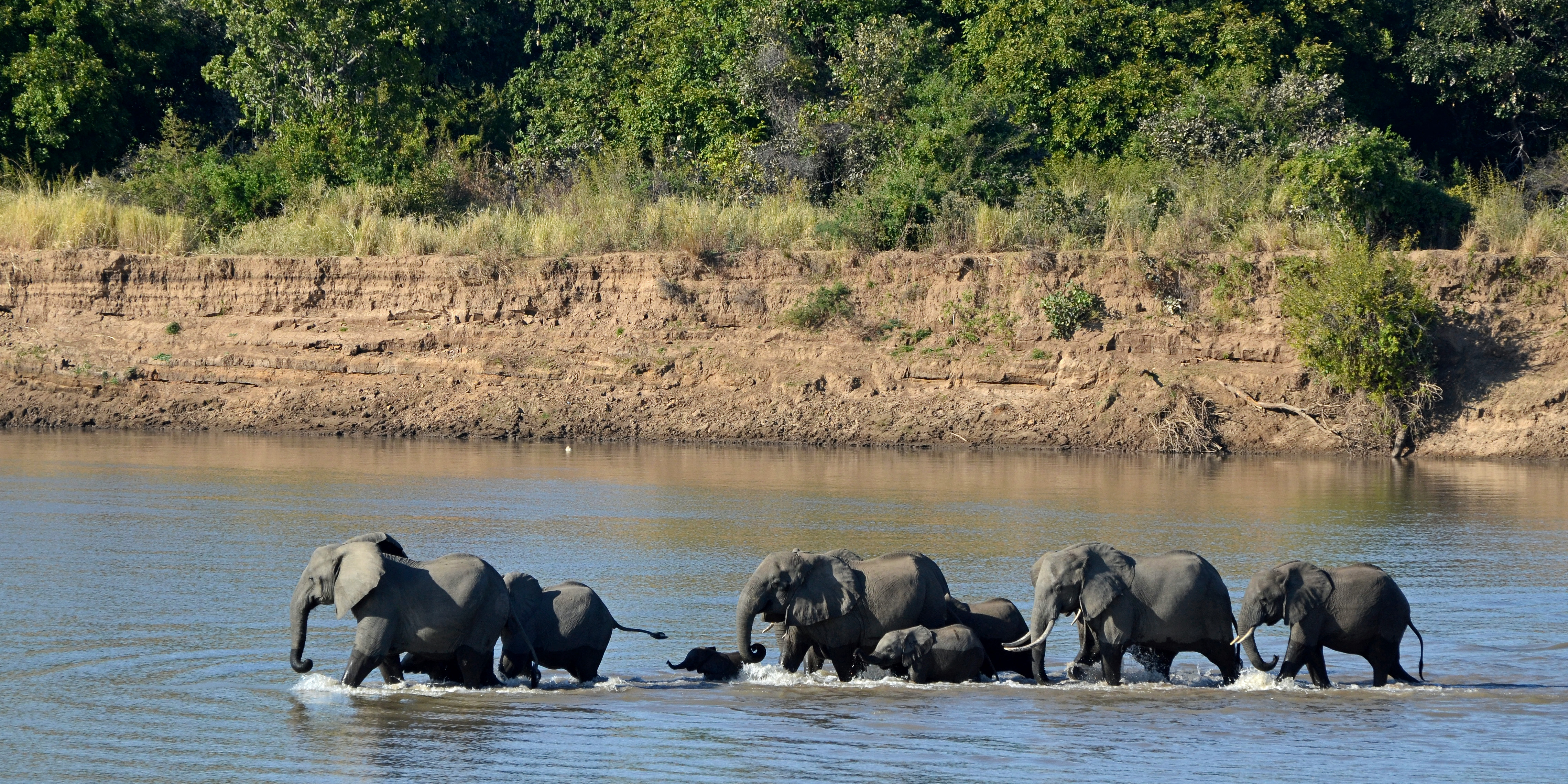
Un grup d'elefants travessa el riu Luangwa a Zàmbia

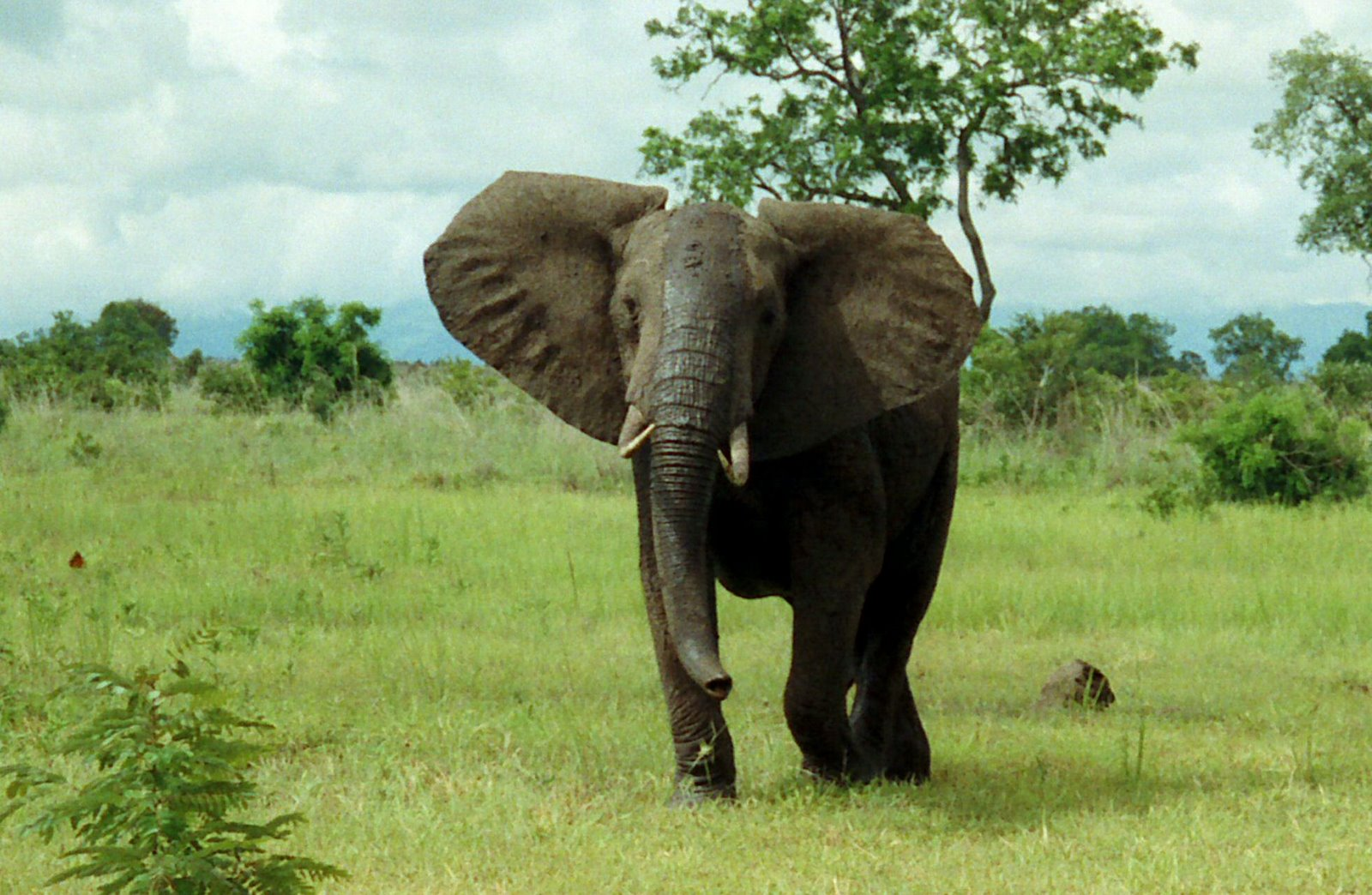
Elefant africà de sabana al Parc Nacional de Mikumi (Tanzània)

Els elefants del gènere Loxodonta, o «elefants africans», estan actualment presents en 37 països d'Àfrica.
Els elefants africans es diferencien dels asiàtics en diversos aspectes; el més destacable són les orelles, que són molt més grans. L'elefant africà sol ser més gran que l'asiàtic i té una esquena còncava. Tant els mascles com les femelles d'elefant africà tenen ullals externs i solen ser menys peluts que els seus cosins asiàtics.
Tradicionalment, s'han classificat els elefants africans com una única espècie amb dues subespècies distintes, l'elefant africà de sabana (L. a. africana) i l'elefant africà de bosc (L. a. cyclotis), però anàlisis d'ADN recents suggereixen que, de fet, podrien ser espècies diferents. Aquesta separació no ha rebut l'acceptació universal dels experts i també s'ha postulat l'existència d'una tercera espècie d'elefant africà.
Aquesta reclassificació té conseqüències importants per a la conservació, car significa que on abans s'assumia que hi havia una única espècie amenaçada amb dues poblacions, si en realitat són dues espècies, la conseqüència seria que ambdues estarien més amenaçades que si fossin una única espècie més nombrosa i estesa. També hi ha el perill potencial que, si l'elefant africà de bosc no és llistat explícitament com a espècie amenaçada, els caçadors i contrabandistes puguin esquivar les lleis que prohibeixen el comerç en animals amenaçats i les parts del seu cos.
L'elefant africà de bosc i el de sabana també poden hibridar (reproduir-se entre si) amb èxit, tot i que la seva preferència per terrenys diferents en redueixen les possibilitats. Com que fa poc que se sap que l'elefant africà inclou dues espècies diferents, els grups d'elefants en captivitat no han estat classificats exhaustivament i alguns d'aquests podrien ser híbrids.
Segons la nova classificació amb dues espècies, Loxodonta africana es refereix únicament a l'elefant africà de sabana, l'elefant més gros. De fet, és l'animal terrestre més gros del món; els mascles fan entre 3,2 i 4 metres a l'espatlla i pesen entre 3.500 i 12.000 kg. Les femelles són més petites, amb una alçada d'uns 3 metres a l'espatlla. Els elefants africans de sabana passen gran part del temps en herbassars oberts, aiguamolls i les ribes de llacs. La seva àrea de distribució s'estén per gran part de la sabana subsahariana.
L'altra espècie putativa, l'elefant africà de bosc (Loxodonta cyclotis), sol ser més petita i arrodonida i els seus ullals són més prims i rectes que els de l'elefant de sabana. L'elefant de bosc pot pesar fins a 4.500 kg i mesurar uns 3 metres d'alçada. Se sap molt menys d'aquests animals que dels seus cosins de la sabana, car obstacles ambientals i polítics fan que siguin difícils d'estudiar. Normalment, viuen a les denses selves pluvials del centre i l'oest d'Àfrica, tot i que a vegades s'acosten a les vores dels boscos, solapant així els seus territoris amb els de l'elefant de sabana i hibriditzant-s'hi. El 1979, Iain Douglas-Hamilton estimà la població continental d'elefants africans en aproximadament 1,3 milions d'animals. Aquesta estimació és controvertida i es creu que és una vasta sobreestimació, però ha estat molt citada i ha esdevingut un punt de partida de facto que continua sent utilitzat incorrectament per a quantificar la tendència a la baixa de les poblacions de l'espècie. Durant la dècada del 1980, Loxodonta rebé atenció de tot el món a causa de la disminució de poblacions importants a l'est d'Àfrica, principalment com a resultat de la caça furtiva. Actualment, segons l'African Elephant Status Report 2007 de la Unió Internacional per a la Conservació de la Natura (UICN), queden aproximadament entre 470.000 i 690.000 elefants africans salvatges. Tot i que aquesta estimació només cobreix més o menys la meitat de l'àmbit de distribució total dels elefants, els experts no creuen que la xifra exacta sigui gaire més alta, car és improbable que quedin poblacions grans per descobrir. Les poblacions més grans, de llarg, es troben al sud i l'est d'Àfrica, que ensems representen la majoria de la població del continent. Segons una anàlisi recent d'experts de la UICN, la majoria de poblacions importants a l'est i el sud d'Àfrica han romàs estables o han augmentat des de mitjans de la dècada del 1990, a una taxa mitjana del 4,5% anual.
Les poblacions d'elefants a l'oest d'Àfrica, d'altra banda, són generalment petites i fragmentàries i només representen una petita proporció del total continental. Encara hi ha molta incertesa quant a la mida de la població d'elefants al centre d'Àfrica, on la prevalença de boscos fa que els estudis de poblacions siguin difícils, però es creu que la caça furtiva per vori i carn és intensa arreu de la regió. Les poblacions d'elefants a Sud-àfrica creixeren més del 100%, pujant de 8.000 a 20.000, en els tretze anys següents a la prohibició del 1995 de caçar els animals. La prohibició fou aixecada al febrer del 2008, suscitant polèmica entre els grups ecologistes.

### Elefant asiàtic
L'elefant asiàtic, Elephas maximus, és més petit que l'africà. Té orelles més petites i, generalment, només els mascles tenen ullals externs.

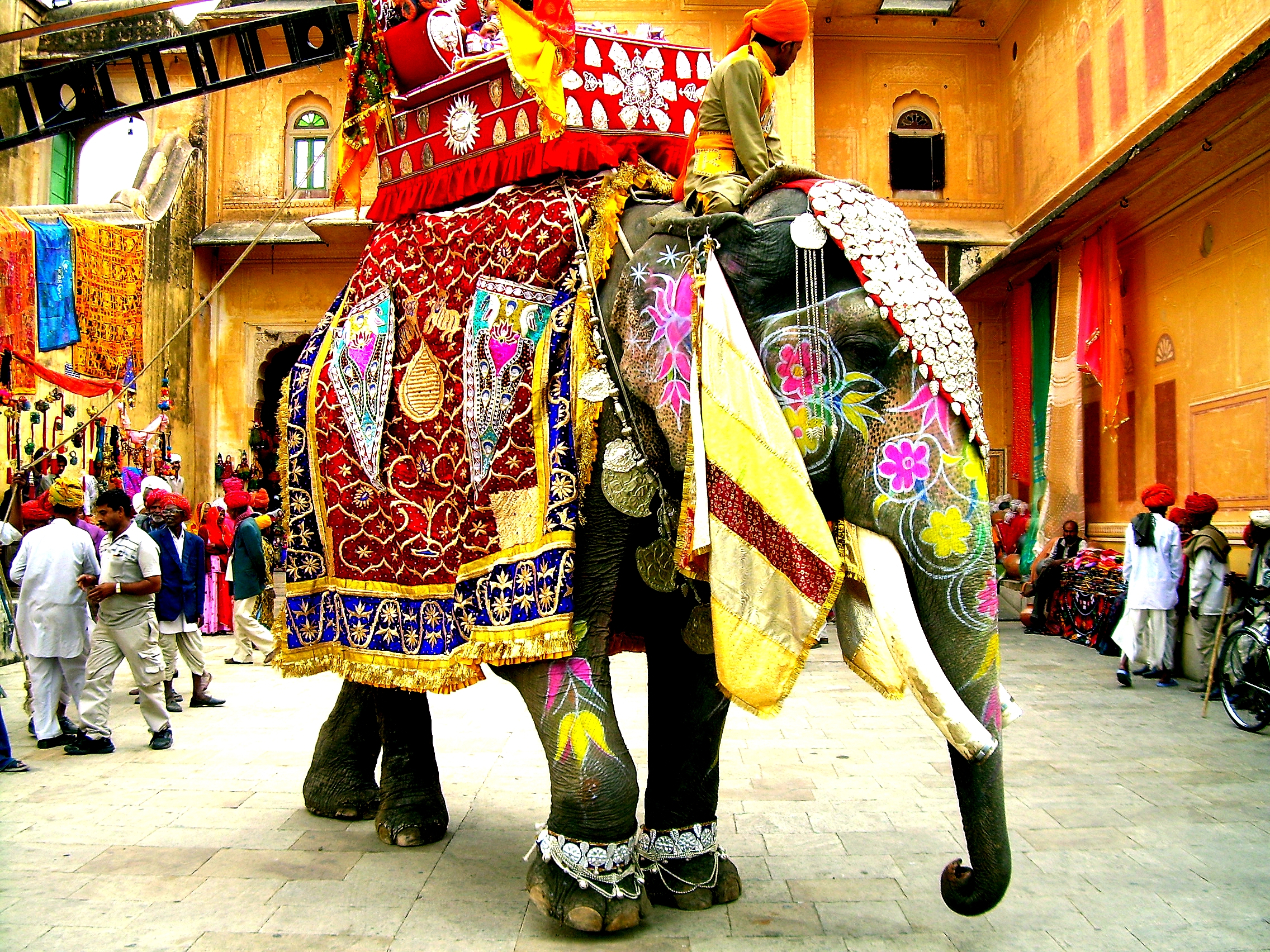
Un elefant de l'Índia decorat a Jaipur, Índia
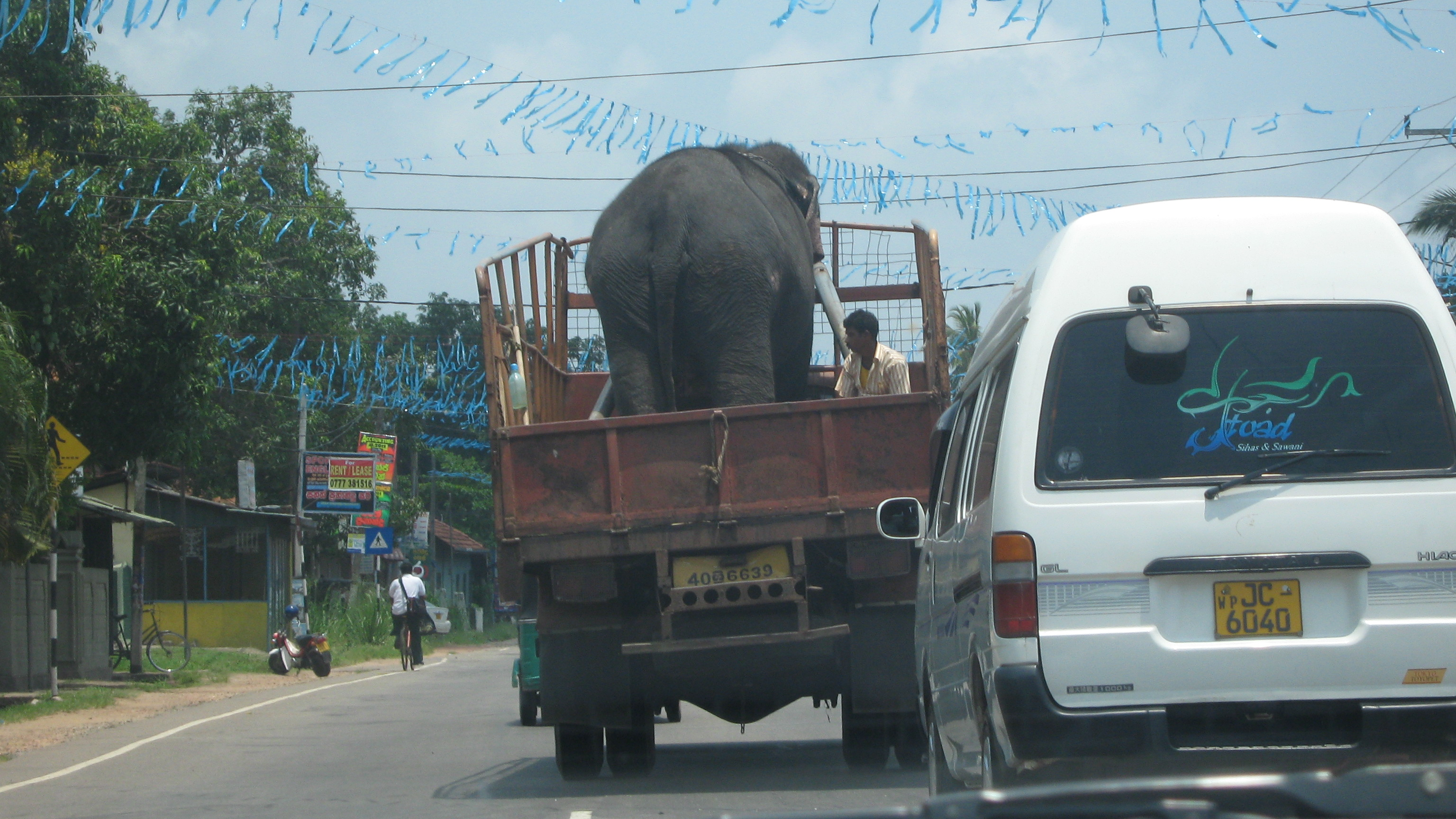
Elefant en un camió, Sri Lanka
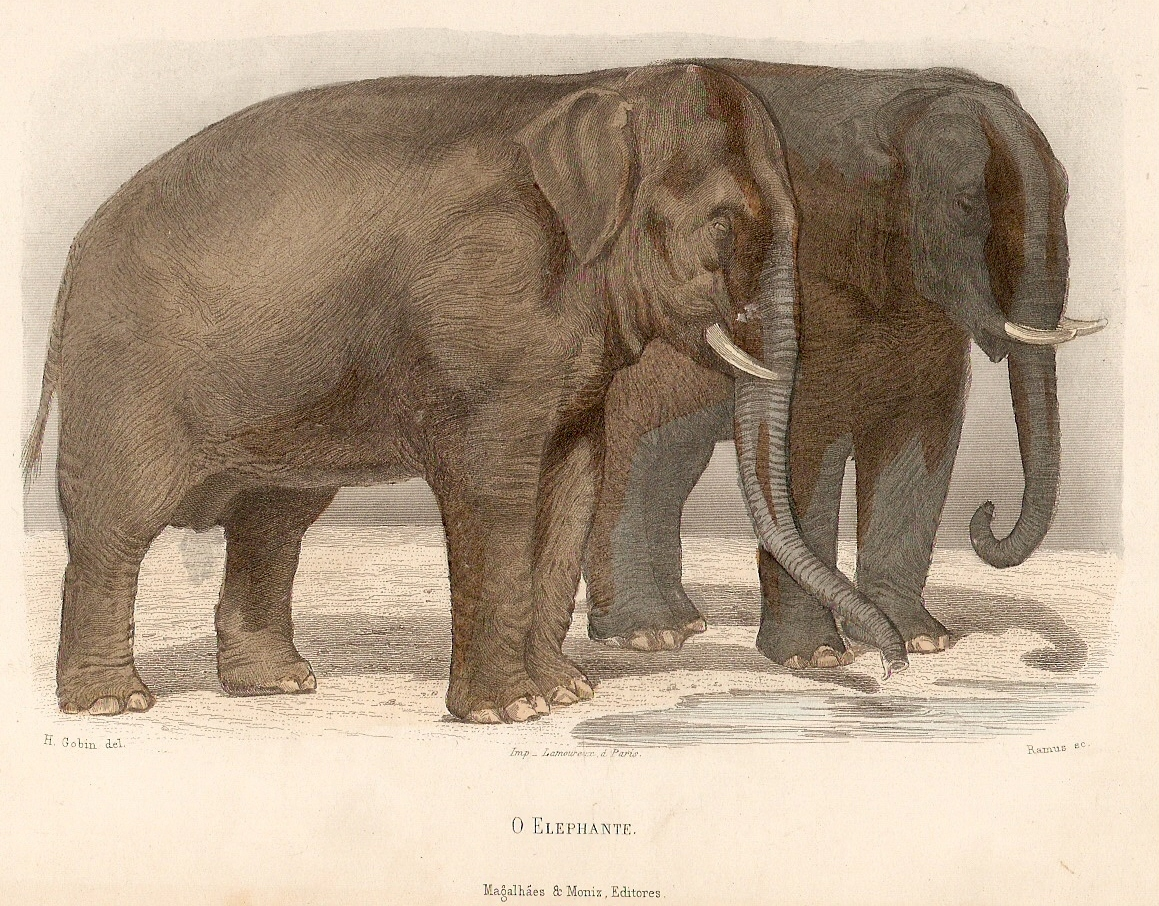
"O Elephante", gravat pintat a mà, dibuixat per H. Gobin i gravat per Ramus

La població mundial d'elefants asiàtics (o elefants de l'Índia) s'estima en aproximadament uns 60.000 exemplars, més o menys una desena part del nombre d'elefants africans. Més precisament, es calcula que hi ha entre 38.000 i 53.000 exemplars salvatges i entre 14.000 i 15.300 elefants domesticats a Àsia, més un miler escampats en zoos d'arreu del món. El declivi dels elefants asiàtics ha estat possiblement més gradual que el dels africans i ha estat causat principalment per la caça furtiva i la destrucció de l'hàbitat per invasió dels humans.
S'han identificat diverses subespècies d'Elephas maximus utilitzant dates morfomètriques i moleculars. Elephas maximus maximus (l'elefant de Sri Lanka) només viu a l'illa de Sri Lanka. És la subespècie més grossa d'aquest elefant. Actualment, queden uns 3.000-4.500 membres d'aquesta subespècie en llibertat, tot i que no s'ha fet cap cens precís recentment. Els mascles grans poden pesar fins a 5.400 kg i mesurar més de 3,4 metres d'alçada. Els mascles de Sri Lanka tenen bossogues cranials molt grans i ambdós sexes tenen més àrees de despigmentació que la resta d'elefants asiàtics. Típicament, les seves orelles, cara, trompa i ventre tenen grans concentracions de pell amb taques roses. Hi ha un orfenat per a elefants a Pinnawala, Sri Lanka, que té un paper important per protegir l'elefant de Sri Lanka de l'extinció.
Elephas maximus indicus (l'elefant de l'Índia) representa la majoria de la població d'elefants asiàtics. N'hi ha uns 36.000, d'aquests elefants, que són d'un color gris més clar i només presenten despigmentació a les orelles i la trompa. Els mascles grans no solen pesar més de 5.000 quilograms, però són tan alts com els de Sri Lanka. Aquesta subespècie viu en onze països asiàtics, de l'Índia a Indonèsia. Prefereixen zones boscoses i de transició, entre els boscos i els herbassars, on hi ha més varietat d'aliments disponible.
L'elefant més petit de tots és l'elefant de Sumatra, Elephas maximus sumatranus. S'estima la població d'aquest grup en entre 2.100 i 3.000 individus. És d'un color gris molt clar i té menys despigmentació que la resta d'elefants asiàtics, amb taques roses només a l'orella. Els elefants de Sumatra madurs mesuren generalment només 1,7-2,6 metres d'alçada a l'espatlla i pesen menys de 3.000 kg. És considerablement més petit que els seus altres cosins asiàtics (i africans) i només viu a l'illa de Sumatra, normalment en regions boscoses i parcialment boscoses.
El 2003, s'identificà una altra subespècie a Borneo. Se la denomina «elefant pigmeu de Borneo» i és més petit i mansoi que la resta d'elefants asiàtics. També té orelles relativament més grans, una cua més llarga i ullals més rectes.

## Característiques físiques

### Trompa

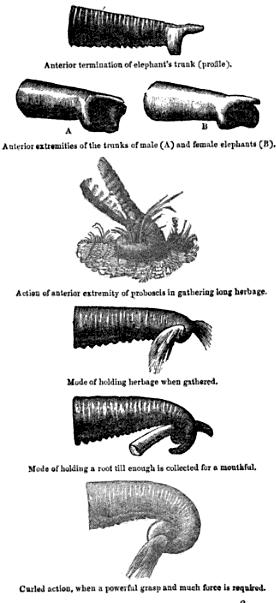
L'articulació d'una trompa d'elefant

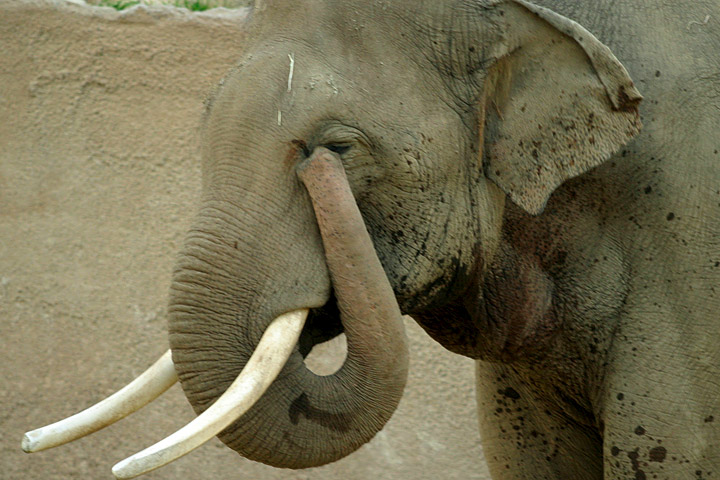
Els elefants poden utilitzar la seva trompa per a una varietat de fins. Aquest elefant es frega l'ull

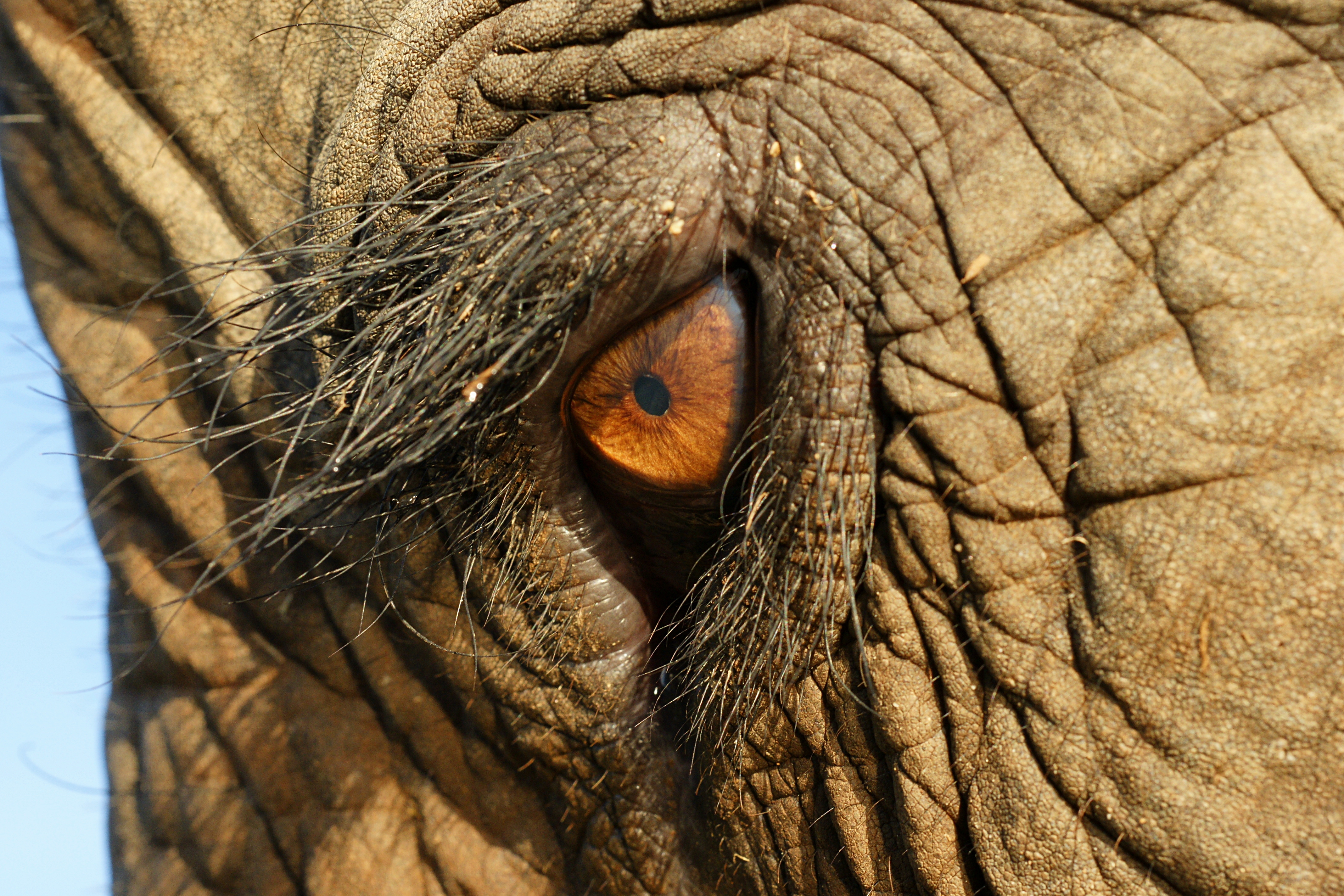
L'ull d'un elefant asiàtic

La probòscide, o trompa, és una fusió del nas i el llavi superior, allargada i especialitzada per a esdevenir l'apèndix més important i versàtil de l'elefant. Els elefants africans estan dotats de dues projeccions semblants a dits situades a la punta de la trompa, mentre que els asiàtics només en tenen una. Segons els biòlegs, la trompa d'un elefant pot tenir més de 40.000 músculs individuals, fent que sigui prou sensible com per a agafar un únic bri d'herba, però prou forta per a arrancar les branques d'un arbre. Algunes fonts indiquen que el nombre real de músculs de la trompa d'un elefant és més proper a 100.000.
La majoria d'herbívors tenen dents adaptades per a tallar i arrancar material vegetal. Tanmateix, tret dels exemplars molt joves o malalts, els elefants sempre utilitzen la trompa per a arrancar l'aliment i després dur-se'l a la boca. Pasturen herba o brostegen els arbres per agafar-ne fulles, fruits o branques senceres. Si l'aliment que desitja queda massa elevat, l'elefant envolta el tronc de l'arbre amb la trompa i el sacseja fins que cau l'aliment, o fins i tot fins que fa caure l'arbre.
La trompa també serveix per a beure. Els elefants aspiren aigua amb la trompa (fins a catorze litres d'una vegada) i llavors se la porten a la boca. Els elefants també agafen aigua per ruixar-s'hi el cos quan es banyen. A sobre d'aquesta aigua, l'animal hi llançarà brutícia i fang, que serveixen de protecció solar. Quan l'elefant neda, la trompa es converteix en un respirador subaquàtic excel·lent.
Aquest apèndix també té un paper en moltes interaccions socials. Els elefants familiars se saluden enllaçant-se les trompes, semblant a una encaixada de mans. També les utilitzen quan juguen a combatre, per acariciar-se durant el festeig i en les interaccions mare-fill, així com en manifestacions de dominància; una trompa alçada pot ser una amenaça o una advertència, mentre que una trompa abaixada pot ser un símbol de submissió. Els elefants es poden defensar molt bé picant els intrusos amb la trompa o agafant-los-hi i llançant-los lluny.
Els elefants també confien en la trompa pel seu sentit de l'olfacte molt desenvolupat. Alçant la trompa a l'aire i movent-la d'una banda a l'altra, com un periscopi, poden determinar la situació dels amics, els enemics i les fonts d'aliment.

### Orelles
Les orelles dels elefants són grosses, gruixudes a la base on s'insereixen al cap i primes en els extrems. Les àrees més externes dels pavellons auriculars contenen nombrosos capil·lars sanguinis. La sang calenta hi circula i pot refredar-se deixant anar l'excès de calor corporal cap a l'aire ambiental. Aquest efecte de radiador pot augmentar-se batent les orelles com un vano. No és casualitat que els elefants africans que viuen en climes més càlids tinguin les orelles més grosses que altres.
- Les orelles poden ser dirigides i orientades per a rebre millor un so exterior.

### Dentadura
La dentadura dels elefants consta habitualment de 26 peces:
- dos incisius, anomenats ullals
- 12 premolars, de durada temporal
- 12 molars

En els humans i altres mamífers, les dents temporals (dents de llet) quan cauen són reemplaçades per dents definitives. En els elefants el procés és diferent. Són animals polifiodentats. Quan cauen les dues primeres dents (les més davanteres), als dos o tres anys, tota la filera de cada costat avança empesa per la nova dent que creix al final (al darrere). El segon queixal de cada filera es converteix en el primer. I així successivament al llarg de la vida de l'animal. En tota l'existència un elefant repeteix el procés fins a sis vegades.
- El darrer joc de premolars li ha de durar a l'elefant des que té uns 43 anys fins a la mort. Alguns animals obligats a menjar branques i materials llenyosos poden morir de gana per tenir els premolars massa desgastats.

### Pell
La pell d'un elefant és molt gruixuda en general. A l'esquena i algunes parts del cap pot tenir un gruix de 2,5 cm. La pell d'altres zones (al voltant de la boca, anus i orella) és bastant més prima. El color de la pell és gris.
- Alguns elefants africans poden tenir aspecte marronós o rogenc degut als banys de pols o fang.
- Molts elefants asiàtics presenten zones rosades despigmentades. Particularment al front i les orelles i zones properes.

Els pèls dels elefants joves poden ser rogencs o castanys, especialment a l'esquena i el cap. Quan van creixent els pèls enfosqueixen i es tornen negres i més esparsos. L'extrem de la cua i altres parts conserven una munió de pèls. Prop dels ulls i de l'entrada de l'orella els pèls protegeixen dels elements estranys.
- Els elefants asiàtics tenen més pèls que els africans.

Malgrat el seu gruix la pell d'un elefant és molt sensible al sol i als paràsits. Els banys d'aigua, de pols i de fang regulars serveixen de protecció.

### Potes

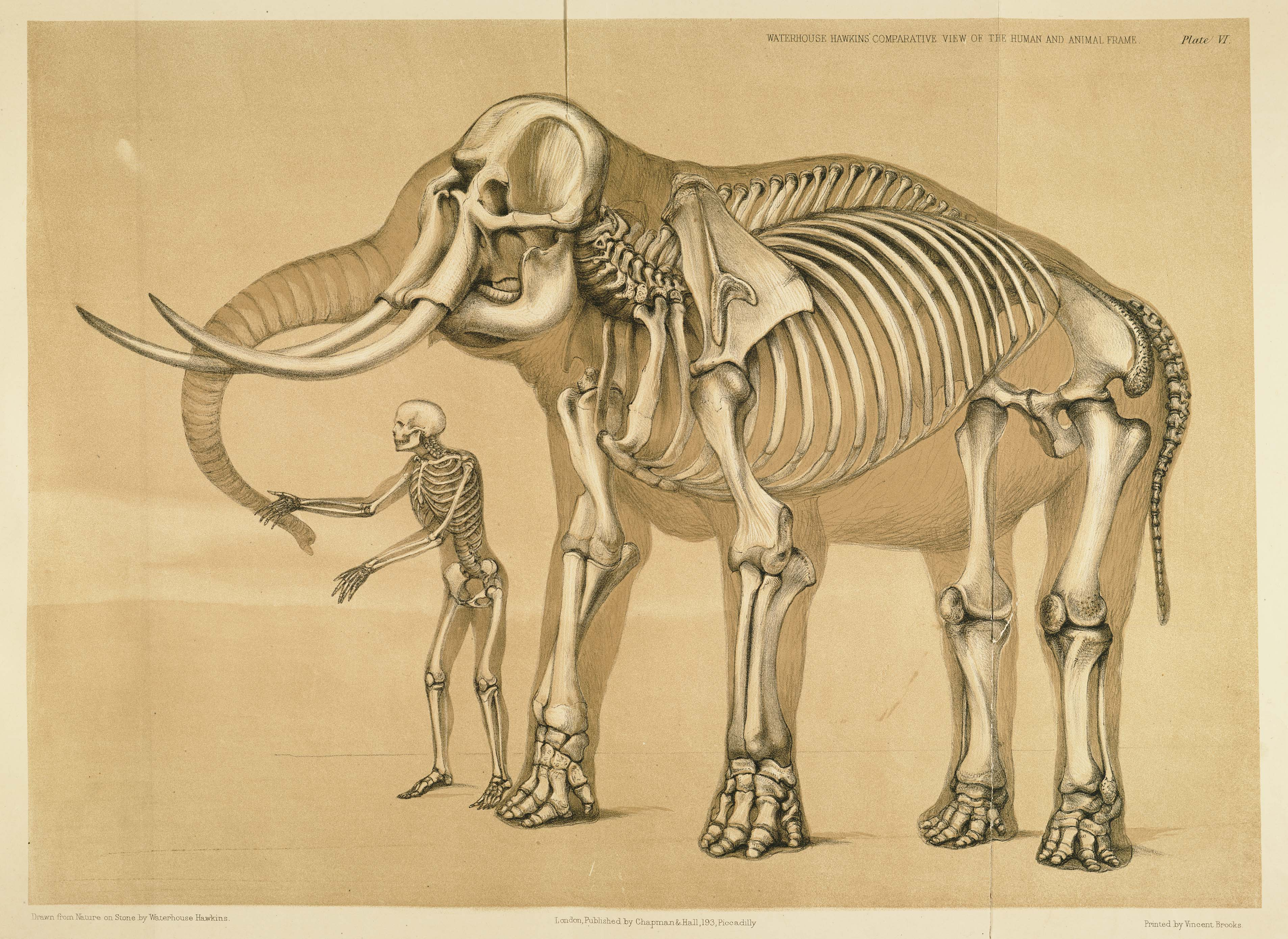
Comparació de l'esquelet d'un humà i d'un elefant. Il·lustració de voltants del 1860

## Sentits dels elefants[40]

### Vista
Els elefants tenen ulls d'un diàmetre de gairebé 4 cm (38 mm), però la seva vista és mediocre. No és el seu sentit més important. En tenir els ulls al costat del cap la seva visió és perifèrica i no pas binocular. Poden veure millor els costats però no poden apreciar els objectes en relleu.

### Oïda
El sentit de l'oïda és excel·lent. Els elefants senten en una gamma de freqüències de 16-12000 Hz (la dels humans es considera de 20-20.000 Hz). Fan un bon ús de les baixes freqüències 16-20 Hz (infrasons) en les seves comunicacions i detecció de perills. Poden fer servir les orelles com a pantalles per a dirigir els sons que els arriben.

### Olfacte
El sentit de l'olfacte és excepcionalment bo. Poden ensumar l'aigua a gairebé 20km i seguir pistes molt millor que el millor gos perdiguer.

### Tacte
El tacte és un sentit molt important en els elefants. El contacte físic és molt important en les comunicacions entre els individus. L'organ bàsic és la trompa.

#### Els corpuscles de Pacini
La trompa i les plantes dels peus dels elefants compten amb nombrosos corpuscles de Pacini (descoberts per l'anatomista italià Filippo Pacini; 1812-1883).

### Gust
El gust no és un sentit gaire important en els elefants. Els elefants l'utilitzen per saber si el menjar és apte per a la seva cria.

## Transmissió de malalties
Igual que altres mamífers, els elefants poden contraure i transmetre malalties contagioses als humans. Un dels casos documentats és el de la tuberculosi.
- L'any 2012 a dos elefants del zoo Tete d'Or de Lió (França) els fou diagnosticada la malaltia. Davant del perill de contagi als curadors del parc o als visitants es va pensar en l'eutanàsia dels animals. Un tribunal va prohibir aquesta solució.[41]

- A Tennessee, se suposa que un elefant africà de 58 anys va contagiar la tuberculosi a 8 treballadors del refugi- santuari on en tenien cura.[42]
- L'any 2015 es va comprovar que la tuberculosi estava estesa entre els elefants captius dels USA. Hom creu que els animals varen adquirir aquesta malaltia dels humans en un procés anomenat zoonosi inversa. Donat que la tuberculosi es propaga per via aèria i de la possibilitat d'infecció d'humans i altres animals, cal tenir cura amb aquest problema.[43][44]

## Els elefants en la cultura
- Els elefants són símbol de memòria.
- Dumbo és el protagonista d'una pel·lícula de Disney molt famosa.
- Els elefants blancs són animals sagrats a Tailàndia (són símbol dels núvols i, per tant, del cel).
- Representa el partit republicà americà.
- Es creu que els elefants tenen por dels ratolins, un estereotip que apareix freqüentment en l'humor.
- L'ivori de les seves banyes, a part d'un objecte luxós, s'ha associat amb la joventut i el poder, fet que ha disparat la caça d'aquests animals i el tràfic furtiu.
- Ganesh és un déu hindú amb cap d'elefant.
- En el cristianisme primitiu simbolitzava el baptisme.